# 全米映画俳優組合賞男優賞 (テレビ映画・ミニシリーズ)
全米映画俳優組合賞男優賞テレビ映画・ミニシリーズ部門（ぜんべいえいがはいゆうくみあいしょうだんゆうしょうテレビえいが・ミニシリーズぶもん、Screen Actors Guild Award for Outstanding Performance by a Male Actor in a Miniseries or Television Movie）は、テレビ映画またはミニシリーズで優れた演技を披露した男優に対し映画俳優組合が贈る賞である。

## 受賞及び候補者一覧

### 1990年代
| 年   | 受賞及び候補者                    | 作品名                                          | 役名                             |
| ---- | --------------------------------- | ----------------------------------------------- | -------------------------------- |
| 1994 | ラウル・ジュリア（死後受賞）      | 『バーニング・シーズン』                        | シコ・メンデス                   |
| 1994 | ジェームズ・ガーナー              | The Rockford Files: I Still Love L.A.           | ジム・ロックフォード             |
| 1994 | ジョン・マルコヴィッチ            | 『真・地獄の黙示録』                            | カーツ                           |
| 1994 | ゲイリー・シニーズ                | 『ザ・スタンド』                                | ステュ・レッドマン               |
| 1994 | フォレスト・ウィテカー            | 『アメリカが沈むとき』                          | マッケンジー・"マック"・ケイシー |
| 1995 | ゲイリー・シニーズ                | 『プレジデント・トルーマン』                    | ハリー・S・トルーマン            |
| 1995 | アレック・ボールドウィン          | 『欲望という名の電車』                          | スタンリー・コワルスキー         |
| 1995 | ローレンス・フィッシュバーン      | 『ブラインド・ヒル』                            | ハンニバル・リー役               |
| 1995 | ジェームズ・ガーナー              | The Rockford Files: A Blessing in Disguise      | ジム・ロックフォード             |
| 1995 | トミー・リー・ジョーンズ          | 『ワイルド・メン』                              | ヒューイ・キャロウェイ           |
| 1996 | アラン・リックマン                | 『ラスプーチン』                                | グリゴリー・ラスプーチン         |
| 1996 | アーマンド・アサンテ              | 『ゴッチ・ザ・マフィア/武闘派暴力組織』         | ジョン・ゴッティ                 |
| 1996 | ボー・ブリッジス                  | 『アメリカの片隅で 〜幸せのかたち〜』           | ビル・ジャヌソン                 |
| 1996 | ロバート・デュヴァル              | 『審判』                                        | アドルフ・アイヒマン             |
| 1996 | エド・ハリス                      | Riders of the Purple Sage                       | ジム・ラシター                   |
| 1997 | ゲイリー・シニーズ                | 『ジョージ・ウォレス/アラバマの反逆者』         | ジョージ・ウォレス               |
| 1997 | ジャック・レモン                  | 『12人の怒れる男/評決の行方』                   | 陪審員8番                        |
| 1997 | シドニー・ポワチエ                | Mandela and de Klerk                            | ネルソン・マンデラ               |
| 1997 | ヴィング・レイムス                | 『リングサイドの帝王/ドン・キング・ストーリー』 | ドン・キング                     |
| 1997 | ジョージ・C・スコット             | 『12人の怒れる男/評決の行方』                   | 陪審員3番                        |
| 1998 | クリストファー・リーヴ            | 『裏窓』                                        | ジェイソン・ケンプ               |
| 1998 | チャールズ・S・ダットン           | Blind Faith                                     | チャールズ・ウィリアムズ         |
| 1998 | ジェームズ・ガーナー              | Legalese                                        | ノーマン・キーン                 |
| 1998 | ベン・キングズレー                | 『スウィーニー・トッド』                        | スウィーニー・トッド             |
| 1998 | レイ・リオッタ                    | 『ラット・パック/シナトラとJFK』                | フランク・シナトラ               |
| 1998 | スタンリー・トゥッチ              | 『ザ・ジャーナリスト』                          | ウォルター・ウィンチェル         |
| 1999 | ジャック・レモン                  | 『モリー先生との火曜日』                        | モリー・シュワルツ               |
| 1999 | ハンク・アザリア                  | 『モリー先生との火曜日』                        | ミッチ・アルボム                 |
| 1999 | ピーター・フォンダ                | The Passion of Ayn Rand                         | フランク・オコナー               |
| 1999 | ジョージ・C・スコット（死後候補） | 『風の行方』                                    | マシュー・ハリソン・ブラディ     |
| 1999 | パトリック・スチュワート          | 『クリスマス・キャロル』                        | エベネーザ・スクルージ           |

### 2000年代
| 年   | 受賞及び候補者                   | 作品名                                                 | 役名                               |
| ---- | -------------------------------- | ------------------------------------------------------ | ---------------------------------- |
| 2000 | ブライアン・デネヒー             | Arthur Miller's Death of a Salesman                    | ウィリー・ローマン                 |
| 2000 | アレック・ボールドウィン         | 『ニュルンベルク軍事裁判』                             | ロバート・H・ジャクソン            |
| 2000 | ブライアン・コックス             | 『ニュルンベルク軍事裁判』                             | ヘルマン・ゲーリング               |
| 2000 | ダニー・グローヴァー             | Freedom Song                                           | ウィル・ウォーカー                 |
| 2000 | ジョン・リスゴー                 | 『ドン・キホーテ 〜ラ・マンチャの男〜』                | ドン・キホーテ                     |
| 2000 | ジェームズ・ウッズ               | 『ダーティ・ピクチャー 禁断の写真』                    | デニス・バーリー                   |
| 2001 | ベン・キングズレー               | 『アンネ・フランク』                                   | オットー・フランク                 |
| 2001 | アラン・アルダ                   | Club Land                                              | ウィリー・ウォルターズ             |
| 2001 | リチャード・ドレイファス         | 『レーガン/大統領暗殺未遂事件』                        | アレクサンダー・ヘイグ             |
| 2001 | ジェームズ・フランコ             | 『DEAN/ディーン』                                      | ジェームズ・ディーン               |
| 2001 | グレゴリー・ハインズ             | 『キング・オブ・タップ』                               | ビル・ボージャングル・ロビンソン   |
| 2002 | ウィリアム・H・メイシー          | 『ドア・トゥ・ドア/バッグに愛とまごころを…』           | ビル・ポーター                     |
| 2002 | アルバート・フィニー             | 『チャーチル/大英帝国の嵐』                            | ウィンストン・チャーチル           |
| 2002 | ブラッド・ギャレット             | Gleason                                                | ジャッキー・グリーソン             |
| 2002 | ショーン・ヘイズ                 | Martin and Lewis                                       | ジェリー・ルイス                   |
| 2002 | ジョン・タトゥーロ               | 『マンデー・ナイト・センセーション                     | ハワード・コセル                   |
| 2003 | アル・パチーノ                   | 『エンジェルス・イン・アメリカ』                       | ロイ・コーン                       |
| 2003 | ジャスティン・カーク             | 『エンジェルス・イン・アメリカ』                       | プライアー・ウォルター             |
| 2003 | ポール・ニューマン               | Our Town                                               | ステージ・マネージャー             |
| 2003 | フォレスト・ウィテカー           | Deacons for Defense                                    | マーカス・クライ                   |
| 2003 | ジェフリー・ライト               | 『エンジェルス・イン・アメリカ』                       | ベリーズ                           |
| 2004 | ジェフリー・ラッシュ             | 『ライフ・イズ・コメディ! ピーター・セラーズの愛し方』 | ピーター・セラーズ                 |
| 2004 | ジェイミー・フォックス           | 『クリップス』                                         | スタンリー・ウィリアムズ           |
| 2004 | ウィリアム・H・メイシー          | 『ウール・キャップ/あなたの笑顔』                      | ジゴ                               |
| 2004 | バリー・ペッパー                 | 『ザ・レーサー/栄光のデイトナ50』                      | デイル・アーンハート               |
| 2004 | ジョン・ヴォイト                 | Mitch Albom's The Five People You Meet in Heaven       | エディ                             |
| 2005 | ポール・ニューマン               | 『追憶の街 エンパイア・フォールズ』                    | マックス・ロビー                   |
| 2005 | ケネス・ブラナー                 | Warm Springs                                           | フランクリン・ルーズベルト         |
| 2005 | テッド・ダンソン                 | 『ブロンクス・キッズ 夢はチェス盤の向こうに』          | デヴィッド・マクナルティ           |
| 2005 | エド・ハリス                     | 『追憶の街 エンパイア・フォールズ』                    | マイルズ・ロビー                   |
| 2005 | クリストファー・プラマー         | Our Fathers                                            | バーナード・ロウ                   |
| 2006 | ジェレミー・アイアンズ           | 『エリザベス1世 〜愛と陰謀の王宮〜』                   | ロバート・ダドリー伯               |
| 2006 | トーマス・ヘイデン・チャーチ     | 『ブロークン・トレイル 遥かなる旅路』                  | トム・ハート                       |
| 2006 | ロバート・デュヴァル             | 『ブロークン・トレイル 遥かなる旅路』                  | プレンティス・"プリント"・リッター |
| 2006 | ウィリアム・H・メイシー          | 『スティーヴン・キング 8つの悪夢』                     | クライド・アムニー                 |
| 2006 | マシュー・ペリー                 | 『先生はあきらめない 〜ロン・クラーク物語〜』          | ロン・クラーク                     |
| 2007 | ケヴィン・クライン               | As You Like It                                         | ジャック                           |
| 2007 | マイケル・キートン               | 『CIA/ザ・カンパニー』                                 | ジェームズ・ジーザス・アングルトン |
| 2007 | オリヴァー・プラット             | The Bronx is Burning                                   | ジョージ・スタインブレナー         |
| 2007 | サム・シェパード                 | Ruffian                                                | フランク・ホワイトリー             |
| 2007 | ジョン・タトゥーロ               | The Bronx is Burning                                   | ビリー・マーチン                   |
| 2008 | ポール・ジアマッティ             | John Adams                                             | ジョン・アダムズ                   |
| 2008 | レイフ・ファインズ               | 『バーナード・アンド・ドリス』                         | バーナード・ラファティ             |
| 2008 | ケヴィン・スペイシー             | 『リカウント』                                         | ロン・クレイン                     |
| 2008 | キーファー・サザーランド         | 『24 TWENTY FOUR リデンプション』                      | ジャック・バウアー                 |
| 2008 | トム・ウィルキンソン             | John Adams                                             | ベンジャミン・フランクリン         |
| 2009 | ケヴィン・ベーコン               | Taking Chance                                          | マイケル・シュトローブル           |
| 2009 | キューバ・グッディング・ジュニア | 『奇跡の手』                                           | ベン・カーソン                     |
| 2009 | ジェレミー・アイアンズ           | Georgia O'Keeffe                                       | アルフレッド・スティーグリッツ     |
| 2009 | ケヴィン・クライン               | Great Performances: Cyrano de Bergerac                 | シラノ・ド・ベルジュラック         |
| 2009 | トム・ウィルキンソン             | A Number                                               | ソルター                           |

### 2010年代
| 年   | 受賞及び候補者               | 作品名                                            | 役名                                         |
| ---- | ---------------------------- | ------------------------------------------------- | -------------------------------------------- |
| 2010 | アル・パチーノ               | 『死を処方する男 ジャック・ケヴォーキアンの真実』 | ジャック・ケヴォーキアン                     |
| 2010 | ジョン・グッドマン           | 『死を処方する男 ジャック・ケヴォーキアンの真実』 | ニール・ニコル                               |
| 2010 | デニス・クエイド             | The Special Relationship                          | ビル・クリントン                             |
| 2010 | エドガー・ラミレス           | 『コードネーム: カルロス 戦慄のテロリスト』       | イリイッチ・ラミレス・サンチェス（カルロス） |
| 2010 | パトリック・スチュワート     | Macbeth                                           | マクベス                                     |
| 2011 | ポール・ジアマッティ         | Too Big to Fail                                   | ベン・バーナンキ                             |
| 2011 | ローレンス・フィッシュバーン | Thurgood                                          | サーグッド・マーシャル                       |
| 2011 | グレッグ・キニア             | 『ケネディ家の人びと』                            | ジョン・F・ケネディ                          |
| 2011 | ガイ・ピアース               | 『ミルドレッド・ピアース 幸せの代償』             | モンティ・ベラゴン                           |
| 2011 | ジェームズ・ウッズ           | Too Big to Fail                                   | リチャード・ファルド                         |
| 2012 | ケビン・コスナー             | 『宿敵 因縁のハットフィールド&マッコイ』          | デビル・アンス・ハットフィールド             |
| 2012 | ビル・パクストン             | 『宿敵 因縁のハットフィールド&マッコイ』          | ランドール・マッコイ                         |
| 2012 | クライヴ・オーウェン         | 『私が愛したヘミングウェイ』                      | アーネスト・ヘミングウェイ                   |
| 2012 | エド・ハリス                 | 『ゲーム・チェンジ 大統領選を駆け抜けた女』       | ジョン・マケイン                             |
| 2012 | ウディ・ハレルソン           | 『ゲーム・チェンジ 大統領選を駆け抜けた女』       | スティーヴ・シュミット                       |
| 2013 | マイケル・ダグラス           | 『恋するリベラーチェ』                            | リベラーチェ                                 |
| 2013 | マット・デイモン             | 『恋するリベラーチェ』                            | スコット・ソーソン                           |
| 2013 | アル・パチーノ               | Phil Spector                                      | フィル・スペクター                           |
| 2013 | ロブ・ロウ                   | Killing Kennedy                                   | ジョン・F・ケネディ                          |
| 2013 | ジェレミー・アイアンズ       | The Hollow Crown                                  | ヘンリー4世                                  |

## 複数回表彰者

### 複数回受賞
2回
- ポール・ジアマッティ（John Adams、Too Big to Fail）
- アル・パチーノ（『エンジェルス・イン・アメリカ』、『死を処方する男 ジャック・ケヴォーキアンの真実』）
- ゲイリー・シニーズ（『プレジデント・トルーマン』、『ジョージ・ウォレス/アラバマの反逆者』）

### 複数回候補者
2回
- アレック・ボールドウィン（『ニュルンベルク軍事裁判』、『欲望という名の電車』）
- ロバート・デュヴァル（『ブロークン・トレイル 遥かなる旅路』、『審判』）
- ローレンス・フィッシュバーン（『ブラインド・ヒル』、Thurgood）
- ポール・ジアマッティ（John Adams、Too Big to Fail）
- ベン・キングズレー（『アンネ・フランク』、『スウィーニー・トッド』）
- ケヴィン・クライン（As You Like It、Great Performances: Cyrano de Bergerac）
- ジャック・レモン（『12人の怒れる男/評決の行方』、『モリー先生との火曜日』）
- ポール・ニューマン（『追憶の街 エンパイア・フォールズ』、Our Town）
- アル・パチーノ（『エンジェルス・イン・アメリカ』、『死を処方する男 ジャック・ケヴォーキアンの真実』）
- ジョージ・C・スコット（『12人の怒れる男/評決の行方』、『風の行方』）
- パトリック・スチュワート（『クリスマス・キャロル』、 Macbeth）
- フォレスト・ウィテカー（Deacons for Defense、The Enemy Within）
- トム・ウィルキンソン（John Adams、A Number）
- ジェームズ・ウッズ（『ダーティ・ピクチャー 禁断の写真』、Too Big To Fail）

3回候補
- ジェームズ・ガーナー（Legalese、The Rockford Files: A Blessing in Disguise、The Rockford Files: I Still Love L.A.）
- エド・ハリス（Riders of the Purple Sage、『追憶の街 エンパイア・フォールズ』、『ゲーム・チェンジ 大統領選を駆け抜けた女』）
- ウィリアム・H・メイシー（『ドア・トゥ・ドア/バッグに愛とまごころを…』、『スティーヴン・キング 8つの悪夢』、『ウール・キャップ/あなたの笑顔』）
- ゲイリー・シニーズ（『ザ・スタンド』、『プレジデント・トルーマン』、『ジョージ・ウォレス/アラバマの反逆者』）
- ジェレミー・アイアンズ（『エリザベス1世 〜愛と陰謀の王宮〜』、Georgia O'Keeffe、The Hollow Crown）